# Český mosasaurid
Český mosasaurid je neformální označení svrchnokřídového mořského plaza z čeledi Mosasauridae, jehož fragmentární fosilní čelist (maxila) byla objevena náhodně roku 1960 v obci Dolní Újezd nedaleko Litomyšle. Jedná se o dosud nejlepší a jediný prokazatelný fosilní pozůstatek mosasaurida z území České republiky.

## Historie
Fosilii objevil roku 1960 při výkopových pracích na zahradě tehdejší patnáctiletý žák základní školy z Dolního Újezdu F. Hurych. Zkamenělina pak byla poskytnuta Národnímu muzeu ke studiu a vystavení. V roce 1965 krátce popsal čelist paleontolog Vlastimil Zázvorka, a to v periodiku Časopis Národního Muzea. V roce 2013 o této fosilii znovu pojednal paleontolog Boris Ekrt se svými zahraničními kolegy a určil ji jako fosilii jedince spadajícího do skupiny mosasauridů z podčeledi Tethysaurinae. Čelist byla zkoumána i za pomoci počítačového tomografu na ČVUT.

## Popis a klasifikace

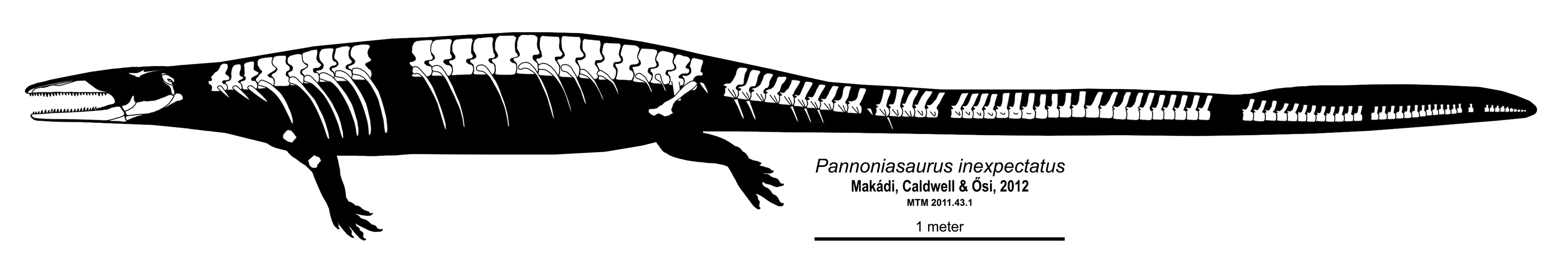
Skeletální diagram příbuzného rodu Pannoniasaurus, podobně mohl vypadat i "český" mosasaurid.

Původce čelisti (fragment má délku 18,2 cm a výšku 3,5 cm) byl pravděpodobně malým dravým plazem o délce maximálně několika metrů, žijícím v mělkém moři a lovícím menší obratlovce a případně i bezobratlé živočichy. Patřil mezi bazální (vývojově primitivní) zástupce této skupiny, žijící v průběhu geologického věku turon (konkrétně střední až pozdní fáze tohoto období, tedy asi před 92 až 90 miliony let). Blízkými příbuznými "českého" mosasaurida mohly být druhy Pannoniasaurus inexpectatus z území Maďarska, Russellosaurus coheni ze Spojených států amerických a Tethysaurus nopcsai z Maroka.

## Česká literatura
- SOCHA, Vladimír (2020). Pravěcí vládci Evropy. Kazda, Brno. ISBN 978-80-88316-75-6. (str. 160-165)